# Wassian (Patrikiejew)
Wassian (ros. Вассиа́н), imię świeckie: kniaź Wasilij Iwanowicz Patrikiejew (ros. Васи́лий Ива́нович Патрике́ев; ok. 1470—1531) – rosyjski działacz kościelny i polityczny oraz publicysta XVI w. Był uczniem Niła Sorskiego i inicjatorem ruchu „niestiażatieli”, którymi kierował w ich walce z „osyflanami”. Swoją publicystyką rozpropagował to przekonanie, co spowodowało głęboki rozłam wewnątrz duchowieństwa.